# Get Behind Me Satan
Get Behind Me Satan là album phòng thu thứ năm của ban nhạc alternative rock người Mỹ The White Stripes, được phát hành vào ngày 7 tháng 6 năm 2005 bởi V2 Records. Cho dù vẫn được sản xuất theo phong cách thương hiệu của mình, album này cũng đánh dấu những thay đổi lớn so với album thành công trước đó của ban nhạc là Elephant (2003). Sử dụng nhiều piano cùng những thử nghiệm với marimba đặc biệt trong "The Nurse" và "Forever For Her (Is Over For Me)", Get Behind Me Satan mang theo những âm hưởng của punk, garage rock và blues từ thời kỳ đầu của The White Stripes. Jack White đã chơi nhiều nhạc cụ hơn ngoài guitar điện, với piano, mandolin và cả guitar acoustic, tuy nhiên cũng không quên cách chơi lead bằng những đoạn riff dài đặc trưng của mình.
Tạp chí Rolling Stone xếp Get Behind Me Satan ở vị trí số 3 trong số những album xuất sắc nhất của năm 2005, và tới năm 2006, album giành Giải Grammy cho "Album nhạc alternative xuất sắc nhất". Tính tới tháng 2 năm 2007, album đã bán được hơn 850.000 bản tại Mỹ.

## Danh sách ca khúc
Tất cả các ca khúc được viết bởi Jack White.
| STT | Nhan đề                                    | Thời lượng |
| --- | ------------------------------------------ | ---------- |
| 1.  | "Blue Orchid"                              | 2:37       |
| 2.  | "The Nurse"                                | 3:47       |
| 3.  | "My Doorbell"                              | 4:01       |
| 4.  | "Forever for Her (Is Over for Me)"         | 3:15       |
| 5.  | "Little Ghost"                             | 2:18       |
| 6.  | "The Denial Twist"                         | 2:35       |
| 7.  | "White Moon"                               | 4:01       |
| 8.  | "Instinct Blues"                           | 4:16       |
| 9.  | "Passive Manipulation"                     | 0:35       |
| 10. | "Take, Take, Take"                         | 4:22       |
| 11. | "As Ugly as I Seem"                        | 4:10       |
| 12. | "Red Rain"                                 | 3:52       |
| 13. | "I'm Lonely (But I Ain't That Lonely Yet)" | 4:19       |

| Japan edition bonus tracks | Japan edition bonus tracks                     | Japan edition bonus tracks |
| STT                        | Nhan đề                                        | Thời lượng                 |
| -------------------------- | ---------------------------------------------- | -------------------------- |
| 14.                        | "Who's a Big Baby?"                            | 3:21                       |
| 15.                        | "Though I Hear You Calling, I Will Not Answer" | 3:25                       |

## Thành phần tham gia sản xuất
The White Stripes
- Jack White – hát chính, guitar, piano, bass, mandolin, marimba, sắc-xô, sáng tác, sản xuất.
- Meg White – trống, định âm, hát nền, hát chính trong "Passive Manipulation".

Sản xuất
- Howie Weinberg – kỹ thuật viên âm thanh.
- John Hampton – chỉnh âm.

## Xếp hạng
| Bảng xếp hạng (2005)                     | Vị trí cao nhất |
| ---------------------------------------- | --------------- |
| Album Úc (ARIA)                          | 3               |
| Album Áo (Ö3 Austria)                    | 12              |
| Album Bỉ (Ultratop Vlaanderen)           | 3               |
| Album Bỉ (Ultratop Wallonie)             | 11              |
| Album Canada (Billboard)                 | 3               |
| Album Đan Mạch (Hitlisten)               | 12              |
| Album Hà Lan (Album Top 100)             | 13              |
| Album Phần Lan (Suomen virallinen lista) | 13              |
| Album Pháp (SNEP)                        | 7               |
| Album Đức (Offizielle Top 100)           | 5               |
| Album Ireland (IRMA)                     | 3               |
| Album Ý (FIMI)                           | 15              |
| Album New Zealand (RMNZ)                 | 3               |
| Album Na Uy (VG-lista)                   | 3               |
| Album Tây Ban Nha (PROMUSICAE)           | 36              |
| Album Thụy Điển (Sverigetopplistan)      | 8               |
| Album Thụy Sĩ (Schweizer Hitparade)      | 8               |
| Album Anh Quốc (OCC)                     | 3               |
| Album Hoa Kỳ Billboard 200               | 3               |

## Chứng chỉ
| Quốc gia                                                                           | Chứng nhận | Số đơn vị/doanh số chứng nhận |
| ---------------------------------------------------------------------------------- | ---------- | ----------------------------- |
| Úc (ARIA)                                                                          | Bạch kim   | 70.000^                       |
| Bỉ (BEA)                                                                           | Vàng       | 25.000*                       |
| Canada (Music Canada)                                                              | Bạch kim   | 100.000^                      |
| New Zealand (RMNZ)                                                                 | Bạch kim   | 15.000^                       |
| Anh Quốc (BPI)                                                                     | Bạch kim   | 300.000^                      |
| Hoa Kỳ                                                                             | —          | 850.000                       |
| * Chứng nhận dựa theo doanh số tiêu thụ. ^ Chứng nhận dựa theo doanh số nhập hàng. |            |                               |